# Боца Дуе Казе (Пјаченца)
Боца Дуе Казе је насеље у Италији у округу Пјаченца, региону Емилија-Ромања.
Према процени из 2011. у насељу је живело 264 становника. Насеље се налази на надморској висини од 91 м.